# Goulburn River (Murray River)
Der Goulburn River ist ein knapp 530 km langer Nebenfluss des Murray River im australischen Bundesstaat Victoria.

## Verlauf
Die Quelle des Flusses liegt am Westrand der australischen Alpen an den Osthängen des Mount Matlock bei Woods Point. Der Oberlauf wird zum Lake Eildon angestaut, der der Bewässerung dient. Der größte Teil des Flusswassers am Goulburn-Wehr bei Nagambie und im Waranga Basin, einem weiteren Stausee, abgeleitet. Der Goulburn River fließt hauptsächlich in Richtung Nordwesten und bewässert über Kanäle die weitläufigen Obstanbaugebiete bei Shepparton und Mooroopna. Kurz vor Echuca mündet der Goulburn River in den Murray River.
Die Ebenen des nördlichen Victoria, die der Fluss zwischen Eildon und seiner Mündung durchfließt, sind sehr fruchtbares Bauernland, das aber der Bewässerung bedarf.
Der größte Teil des Flusswassers wird zur Bewässerung abgeleitet und der Fluss selbst ist stark reguliert, was das Ökosystem stark beeinträchtigt. Da die letzten Jahre in Australien zu den trockensten seit Beginn der Aufzeichnungen zählten, wurde dieses Ökosystem noch mehr beansprucht.
Aufgrund dieser Eingriffe in die Natur gab es großen Streit über den Bau der Nord-Süd-Pipeline, die jährlich 70 Mio. m³ Wasser in die Trinkwasserversorgung von Melbourne ableiten soll. Einige Leute behaupten aber, dass all das Wasser, das nach Melbourne geleitet werden soll, durch die Verbesserung der Bewässerungssysteme im Becken des Goulburn River eingespart würde.
Im Juni 2008 stellte die Murray-Darling Basin Commission einen Bericht über den Zustand des Murray-Darling-Beckens vor, in dem der Goulburn River und der Murrumbidgee River als in sehr schlechtem ökologischen Zustand beschrieben werden. Auch der Fischbestand in beiden Flüssen soll stark dezimiert sein.

### Nebenflüsse
Die wichtigsten Nebenflüsse (mit ihrer Mündungshöhe) sind
- Black River – 479 m
- Jamieson River – 294 m
- Howqua River – 265 m
- Big River – 260 m
- Delatite River – 259 m
- Rubicon River – 200 m
- Acheron River – 190 m
- Yea River – 162 m
- Broken River – 118 m

## Name
Der Goulburn River wurde nach dem britischen Politiker Henry Goulburn benannt.